# Quépos
Quépos, ou Puerto Quepos, est une ville du Costa Rica située dans la province de Puntarenas. Chef-lieu du canton de Quepos, elle se situe sur les rives de l'océan Pacifique et aux portes du parc national Manuel Antonio.

## Transports
- Aérodrome de Quépos